# Hermann Steudner
Hermann Steudner (Gryfów Śląski, Silesia, 1 de septiembre de 1832 - Wau, 10 de abril de 1863) fue un naturalista y explorador africano polaco.

## Vida y obra
Fue miembro de una familia acomodada, sus padres fueron de Carl Theodor Hermann Steudner y Juliane Louise Mathilde von Monsterberg y nació en Silesia cuando esta región formaba parte de la Alemania unificada. Fue a la escuela en Görlitz y estudió botánica, geografía vegetal, mineralogía y medicina en Berlín y Wurzburgo, con  profesores como Christian Gottfried Ehrenberg, Heinrich Wilhelm Dove, Carl Ritter y Ernst Haeckel.
En 1854, después de regresar a Berlín, se especializó en el estudio las plantas de jardín y las plantas medicinales y trabajó en una geografía vegetal integral. Para ello, realizó excursiones a muchas cordilleras alemanas, los Alpes austríacos y Lombardía. Escribió obras de botánica muy aclamadas, su colaboración con el botánico Karl Koch fue particularmente estrecha y en 1860 se convirtió en miembro de la Sociedad de Amigos de la Ciencia Natural de Berlín.
Steudner fue persuadido por el geógrafo Heinrich Barth para participar en una expedición alemana a los países del Nilo bajo el mando del explorador Theodor von Heuglin. La expedición tenía como objetivo averiguar el destino del explorador Eduard Vogel, que había desaparecido.
En 1861, Steudner se unió a Heuglin y desde Suez cruzaron el mar el Mar Rojo hasta el puerto eritreo de Massawa. Durante el viaje, realizaron estudios biológicos marinos y observaron aves en las islas Dahlak. Después recorrieron las tierras altas de Etiopía, desde la ciudad de Keren hasta Adua, en el norte del país,  a donde llegaron en noviembre de 1861 y donde conocieron al botánico Wilhelm Schimper. Desde aquí se dirigieron hacia Gondar, la capital etíope, y llegaron al campamento militar del emperador Teodoro II, que estaba en guerra contra las tribus rebeldes de los oromo, para solicitar un salvoconducto. En abril de 1862 se les permitió proseguir el viaje de regreso, que realizaron desde el lago Tana en dirección noroeste hasta el Nilo Azul y Jartum, capital sudanesa a la que llegaron en julio de 1862.
Heuglin fue removido del liderazgo de la expedición debido a la desviación del itinerario planeado, por lo que él y Steudner realizaron viaje de tres semanas a través de la región sudanesa del Kordofan.  
En 1863, acompañaron la expedición de la exploradora neerlandesa Alexine Tinne desde Jartum a Bar el Ghasal. En febrero de 1863, llegaron al lago Rek (Meschra er Rek), en la cabecera del río Gazelle. Muchos miembros de la expedición estaban enfermos y buscaron una ruta terrestre hacia las montañas adyacentes, más sanas. Steudner sucumbió a la malaria en el pueblo de Wau, localidad situada al sur del Sudán, en abril de 1863.

## En la Ciencia
Los informes de Steudner en el Journal of General Geography, publicados de 1862 a 1864, fueron de gran importancia, ya que gran parte de las áreas que recorrió no habían sido exploradas antes por ningún botánico europeo. Los especímenes y objetos recopilados por Steudner se hallan expuestos en varios museos, como el Jardín Botánico de Berlín, el Real Jardín Botánico de Kew, el Museo de Historia Natural de Londres, el Museo Nacional de Historia Natural de Francia y el Museo Sueco de Historia Natural.
El gecko enano del desierto Tropiocolotes steudneri lleva su nombre, al igual que varias especies de plantas. Karl Koch nombró al género de plantas Steudnera en su honor.